# Hagedasch
Der Hagedasch (Bostrychia hagedash) ist ein afrikanischer Vogel aus der  Familie der Ibisse und Löffler. Er ist relativ häufig im östlichen und südlichen Subsahara-Afrika. In Westafrika kommt er ebenfalls vor, ist dort aber etwas seltener.

## Unterarten
- B. h. brevirostris (Reichenow, 1907)
- B. h. hagedash (Latham, 1790)
- B. h. nilotica (Neumann, 1909)

## Aussehen
Der Hagedasch ist 65–76 cm groß und wiegt ungefähr 1250 g. Je nach Unterart schwankt die Grundfärbung des Gefieders zwischen grau und olivbraun, die Oberflügeldecken schimmern metallisch grün. Im Gegensatz zu vielen anderen Ibissen hat er keine auffallenden Schopffedern. Der ibistypisch nach unten gekrümmte Schnabel ist ähnlich gefärbt wie das Gefieder.

## Verhalten
Wie die meisten Ibisse ist auch der Hagedasch ein geselliger Vogel, die Schwärme haben in der Regel eine Größe zwischen 5 und 30 Individuen, manchmal auch bis zu 200. Fliegende Tiere lassen häufig ihren lauten markanten Ruf hören.

## Nahrung und Nahrungserwerb
Die Nahrung des Hagedasch besteht aus Insekten und deren Larven, Würmern, Schnecken und deren Eiern, Heuschrecken, Spinnen, seltener auch aus kleinen Säugetieren, Reptilien und Amphibien. Die Nahrung sucht der Vogel auf typische Ibisart, indem er mit seinem Schnabel im Boden stochert.

## Fortpflanzung

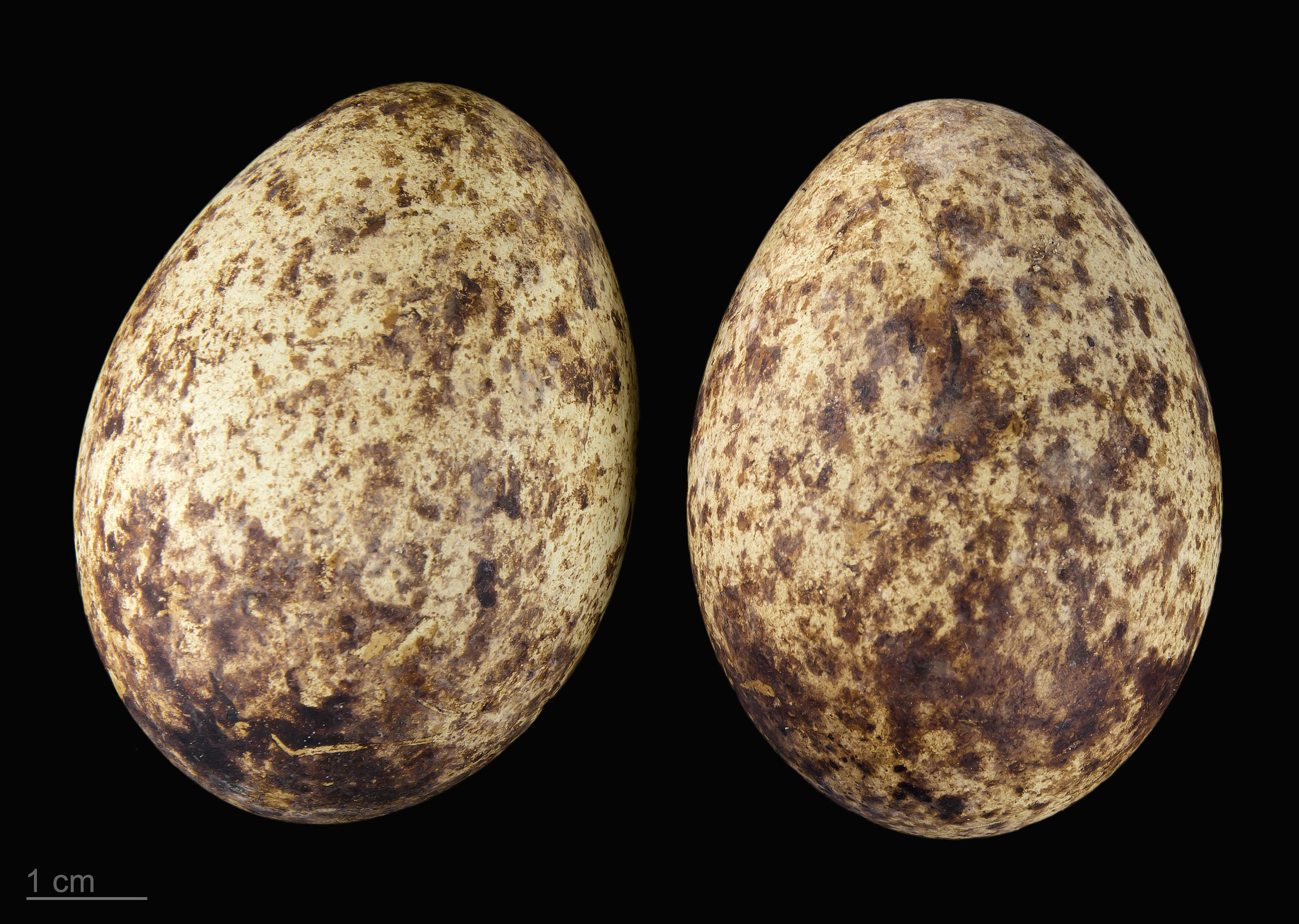
Eier des Hagedasch

Die Nester werden aus Zweigen, Gras und Blättern auf horizontalen Ästen in Bäumen, manchmal auch in Büschen oder auf Telegraphenmasten gebaut. Die zwei oder drei Eier werden in 25 bis 28 Tagen ausgebrütet. Die Jungvögel werden nach etwa 49 bis 50 Tagen flügge.